# Cvjetko Popović
Cvjetko Popović (in serbo Цвјетко Поповић?; Prnjavor, 1896 – Sarajevo, 9 giugno 1980) è stato un rivoluzionario serbo di origine bosniaca, coinvolto nell'assassinio dell'arciduca Francesco Ferdinando d'Austria-Ungheria.

## Biografia

### Il complotto
Nacque nell'odierna Bosnia-Erzegovina, a Prnjavor, nel 1896 (il giorno esatto però è ignoto). A 18 anni era studente a Sarajevo quando Danilo Ilić reclutò lui e il suo amico Vaso Čubrilović nel complotto della Giovane Bosnia per assassinare l'arciduca Francesco Ferdinando.
Nikola Pašić, primo ministro del Regno di Serbia, venne a conoscenza del complotto e ordinò l'arresto dei tre uomini; tuttavia i suoi ordini non furono attuati in tempo e i tre arrivarono clandestinamente in Bosnia, dove si unirono agli altri cospiratori Gavrilo Princip, Miško Jovanović e al fratello di Vaso, Veljko Čubrilović, anch'egli coinvolto nell'attentato.

### Attentato e arresto
Domenica 28 giugno 1914 Francesco Ferdinando e sua moglie Sophie Chotek von Chotkowa giunsero in visita a Sarajevo. Popović, come gli altri cospiratori, si trovava appostato per le strade della città, e al passaggio della coppia reale avrebbe dovuto lanciar loro una bomba a mano; tuttavia la densità della folla gli impediva movimenti rapidi, e il rischio di fallire era alto. Popović decise quindi di desistere, e abbandonò l'impresa. Poco dopo l'arciduca e la moglie furono assassinati da Gavrilo Princip con due colpi di pistola.
Princip e Nedeljko Čabrinović, esecutori materiali dell'attentato, furono subito catturati e interrogati dalla polizia, rivelando i nomi dei loro compagni cospiratori. Muhamed Mehmedbašić fu l'unico che riuscì a fuggire in Serbia, mentre Popović, Ilić, Jovanović e i fratelli Čubrilović furono a loro volta arrestati e accusati di tradimento e omicidio.
Tutti loro al processo vennero giudicati colpevoli. Secondo la legge austro-ungarica però un criminale di età inferiore ai 20 anni non poteva essere giustiziato, quindi Nedjelko Čabrinović, Gavrilo Princip e Trifko Grabež ricevettero la pena massima di venti anni di carcere, mentre Vaso Čubrilović sedici anni. Popović infine fu condannato a tredici anni da scontare nel penitenziario di Terezín. Ilić, Jovanović e Veljko Čubrilović furono invece condannati a morte e giustiziati nel 1915.

### Attività successive
Popović venne rilasciato quando gli Alleati sconfissero gli Imperi Centrali nel novembre 1918, dopo aver scontato quattro anni della sua condanna.
Dopo la sua scarcerazione Popović divenne professore di filosofia, e infine curatore del Dipartimento di Etnografia del Museo di Sarajevo.
Il 27 giugno 1964, giorno precedente il cinquantesimo anniversario dell'uccisione dell'arciduca, Popović partecipò a una conferenza sull'attentato di Sarajevo, ma non si recò a nessuno degli altri eventi tenuti in tutta la città per l'occasione. In seguito dichiarò che non avrebbe preso parte all'assassinio se avesse saputo che avrebbe scatenato la prima guerra mondiale.
Popović rilasciò una sola intervista sul proprio ruolo nell'assassinio cinque anni più tardi, nel 1969.
Cvjetko Popović morì a Sarajevo il 9 giugno 1980, lasciando Vaso Čubrilović come unico assassino sopravvissuto. Čubrilović morì dieci anni e due giorni dopo, l'11 giugno 1990, all'età di 93 anni.